# Buslijn Z (Haaglanden)
Buslijn Z van HTM was een buslijn in de regio Haaglanden, in de Nederlandse provincie Zuid-Holland.
Geschiedenis

## 1953-1955
- 1 september 1953: De eerste en enige instelling van lijn Z vond plaats op het traject Hollands Spoor - Duindigt/Buurtweg. De lijn was ingesteld ten behoeve van bezoekers van de paardenraces op Duindigt.
- 31 oktober 1955: Lijn Z werd opgeheven in het kader van de wijziging van alle Haagse buslijnnummers van letters in cijfers. Het traject werd overgenomen door lijn 37. Deze reed tot in 1962.

## Trivia
Buslijn Z was de laatste letter-lijn van het lijnletter-alfabet. Maar de letters C, F, I(i), J, O, Q en X werden niet benut. Daarnaast had de HTM ooit ook nog post-autobus-lijnen A, B, C, en D.